# Arik Air
Arik Air er et flyselskab fra Nigeria. Selskabet har hovedkontor i Ikeja ved Lagos, tæt ved huben på Murtala Muhammed International Airport.
Selskabet fløj i januar 2012 ruteflyvninger til omkring 28 destinationer i ind- og udland. Flyflåde bestod af 21 fly med en gennemsnitsalder på 5.1 år, hvor tretten var af typen Boeing 737. De største fly i flåden var to eksemplarer af Airbus A340-500 med plads til 237 passagerer.

## Historie
Selskabet blev grundlagt i 2004 af Sir JIA Arumemi-Ikhide. Den 3. april 2006 overtog Arik Air de tidligere Nigeria Airways faciliteter i Lagos. Dette skete 3 år efter at Nigeria Airways var gået konkurs. 14. juni modtog Arik Air to nye eksemplarer af Bombardier CRJ-900 fly til at opererer indenrigsflyvninger i hele Nigeria. To Boeing 737-300 og tre eksemplarer af Bombardier CRJ-200 blev brugt til udenrigsflyvninger i resten af Afrika.
Arik Air fik 4. april 2008 tilladelse til at foretage flyvninger til lufthavne i USA, af United States Department of Transportation. I december 2008 startede Arik Air en rute til London Heathrow Airport med et Airbus A340-500 fly. Johannesburg og New York-JFK blev tilføjet rutekortet i 2009.